# Habropoda pekinensis
Habropoda pekinensis là một loài Hymenoptera trong họ Apidae. Loài này được Cockerell mô tả khoa học năm 1911.